# Femmes d'Argentine
Pour plus de détails, voir Fiche technique et Distribution.
Femmes d'Argentine (Que sea ley, littéralement « Que ce soit légal ») est un film documentaire argentin réalisé par Juan Solanas et sorti en salles en 2020.
Il a été présenté hors compétition au Festival de Cannes 2019.

## Synopsis
Le film retrace le combat des femmes pour obtenir le droit à l'avortement en Argentine, notamment par le mouvement du Foulard vert, et interroge sur la place de l'Eglise et la question de la laïcité dans ce pays.

## Fiche technique
- Titre original Que sea ley
- Réalisation : Juan Solanas assisté de Paula Moore
- Montage : Juan Solanas
- Musique : Paula Moore[2]
- Production : Les Films du Sud[3]
- Durée : 86 minutes
- Dates de sortie :
  - France : mai 2019 (Festival de Cannes) ; 11 mars 2020 (sortie nationale)

## Contexte
En Argentine chaque semaine une femme meurt lors d'un avortement clandestin.
En août 2018, le sénat avait rejeté la loi pour la légalisation pour la septième fois, alors qu'elle avait été approuvée par les députés. Le Monde indique que le film est sorti au moment où le parlement argentin doit à nouveau débattre du sujet.

## Accueil critique
Pour le Nouvel Observateur, ce film qui plonge le spectateur dans la mobilisation pour la législation du droit à l'avortement en Argentine, est une œuvre utile.